# ハッキャリでの武力衝突 (2007年)
ハッキャリにおける軍事衝突（ハッキャリにおけるぐんじしょうとつ）は、クルディスタン労働者党(PKK)とトルコ軍の間で生じた、一連の戦闘のことである。クルディスタン労働者党は、いくつかの国(アメリカ合衆国やNATOやヨーロッパ連合)においてテロ組織と認定されている。

## 背景
事件の背景には、トルコによる、トルコ領内のクルド人政策とそれに対抗する過激派であるクルディスタン労働者党（PKK）の抗争がある。
クルド人は、現在のトルコ、イラク、イラン、シリア近辺に定住している民族である。第一次世界大戦でのトルコの敗北によるセーヴル条約で、この地域にはクルド人の国家(クルディスタン)が設立される予定であった。しかし、当時のトルコのムスタファ・ケマルを指導者としたトルコ革命により、ローザンヌ条約が締結され、クルディスタン建国は消え去り、現在の国境線が画定された。
トルコ国内では、クルド人による分離独立運動が生じたが、これに対してトルコは武力制圧など圧政を敷いた。この圧政は、過激的な独立主義者であるPKKの活動を活発化させた。しかし、PKKの活動はトルコ側のみだけでなく、クルド側にも損害を与え、両者からの支持を失ったこと、1999年、リーダーのアブドゥッラー・オジャランが逮捕されたこと、近年トルコ政府のクルド人への宥和政策が行われたことで、その状況は沈静化しつつあった。その様な状況下で本事件が発生した。

## 事件の経緯

### 10月7日
PKKの兵士は18人のトルコ軍のコマンド部隊をシュルナク県のガーバー山において急襲し、13人の兵士を殺害し、3人を負傷させた。これはこの日に衝突したトルコ軍の中で最大の損害であった。報告では、PKKの民兵を1人殺害したとある。トルコ軍は北イラクへPKKの兵士が逃げ出さないように国境線を固めた。

#### 対応
PKKの攻撃の後、トルコ大国民議会(Türkiye Büyük Millet Meclisi、TBMM)はがトルコ軍が北イラクに侵入して戦闘を行って良いと言う承認を与えた。

### 10月21日の攻撃

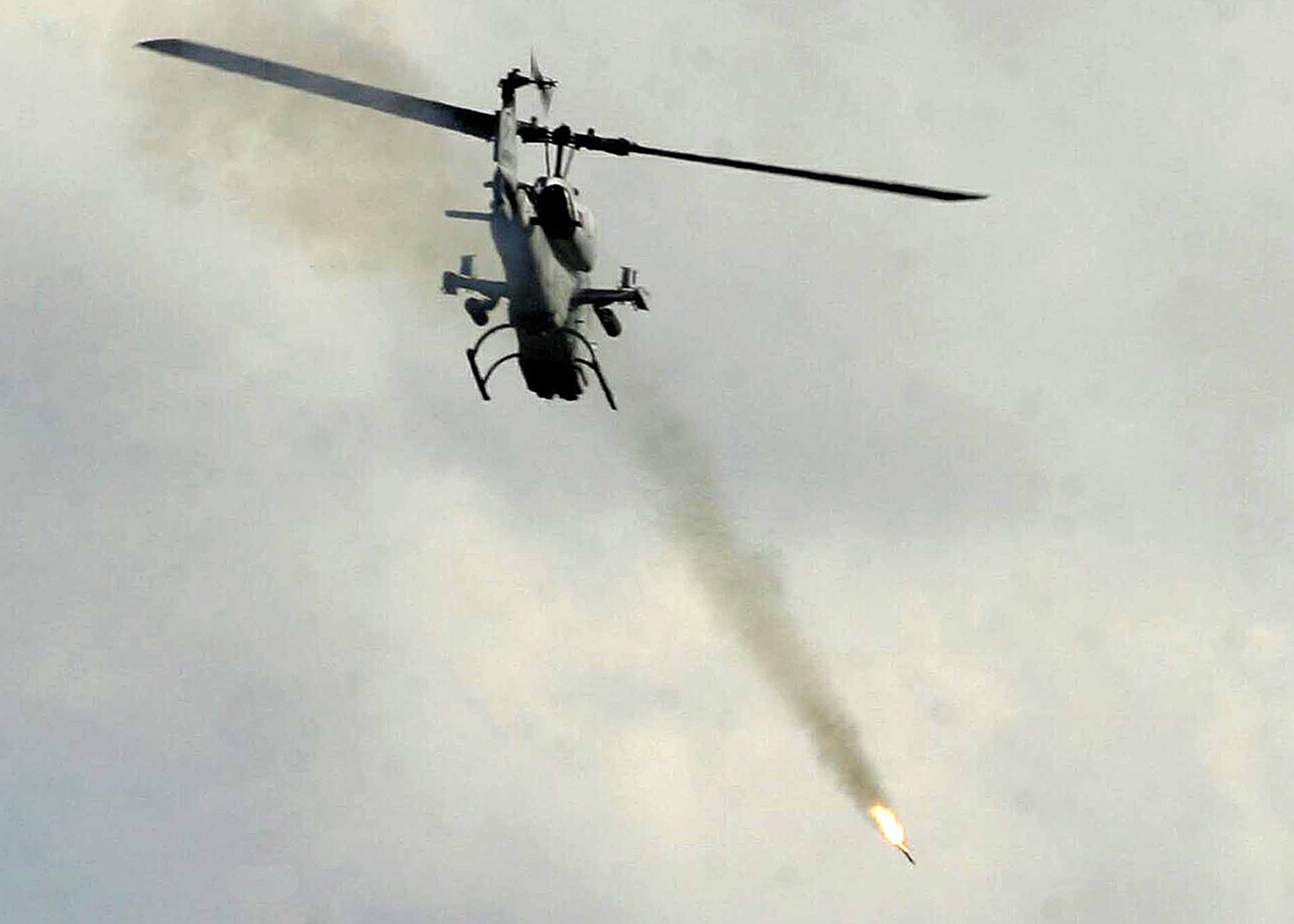
AH-1 コブラ。反撃に利用されたものと同じ型。

トルコ国議会(TBMM)が北イラクへの侵入を承認した翌日に攻撃は行われた。
PKKは、攻撃の30分前に15kgの爆薬を使用して増援が到着しないように橋を吹き飛ばし、主要道路を切断した。
北イラクにおいて行われた攻撃により、トルコ軍の兵士16人が負傷し、12人が死亡した。PKKに関係した報道では、トルコ陸軍兵士の8人が子供をさらって行ったと伝えた。トルコ陸軍は、8人の兵士と連絡が取れなくなり、彼らは捕虜になったかどうかは不明であると伝えた。
1人の負傷したトルコ兵がインタビューにおいて攻撃の説明を行った。彼は、自分が50人からなる中隊の一員であり、Doçka(ソビエト製の対空重機関銃DShK38)を装備をした150名の攻撃部隊と共に、00:20より開始された攻撃に参加したと語った。攻撃部隊は、AH-1 コブラが戦場に到着した03:45に撤退を始めた。
トルコ陸軍は、報復として増援部隊とヘリコプターをその地域に送った後間もなく、作戦の初期にPKKの民兵32人を殺害したと発表した。
戦闘の現場からそう遠くないところで、結婚式に参加する一般市民のミニバスがPKKが仕掛けたと思われる地雷の爆発に巻き込まれた。これにより、17人の市民(6人は子供)が負傷し、ミニバスは完全に破壊された。負傷者はユクセキオヴァ(Yüksekova)の病院に空輸された。

#### 反撃

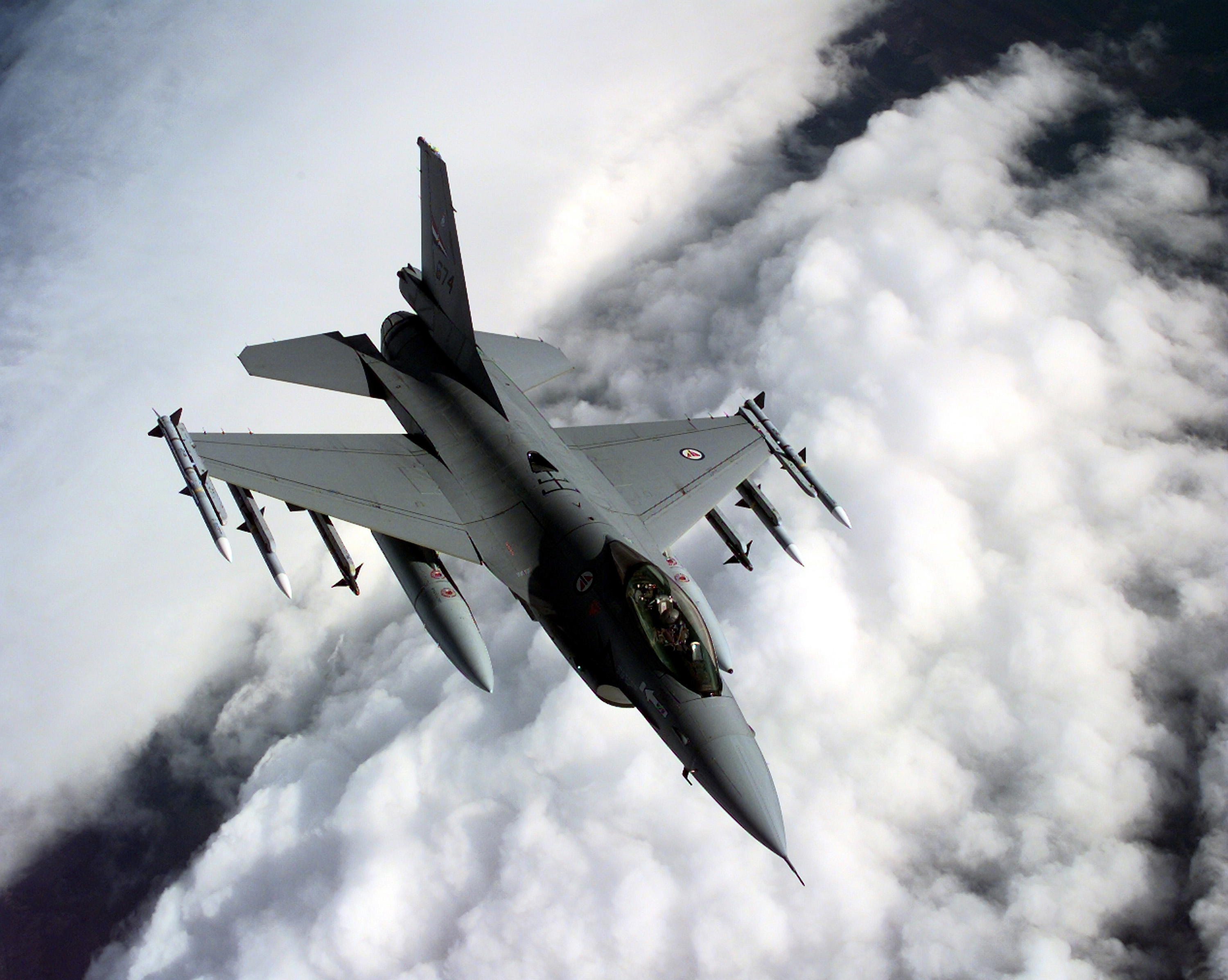
反撃に使用されたものと同型のF-16 ファイティング・ファルコン

国境沿いに展開していた砲兵隊は10月21日における攻撃に続き、北イラクの攻撃目標を砲撃した。10月24日早朝より、AH-1 コブラとF-16ファイティングファルコンがDiyarbakırの飛行場を飛び立ち、イラク領内に50km侵入した場所にあるPKKのキャンプを爆撃した。外国の報道機関がこれを確認した。
トルコ軍のエリート部隊であるレッド・ベレット・コマンドは、行方不明になっている8人のトルコ兵士を探し出すため、「ホット・パスート作戦」(hot pursuit、激しい追撃の意)を北イラクにおいて開始した。PKKの工作員間の無線通信では、写真を撮影したあと、8人の兵士のうち2人はアルビリへ連れて行かれたと話されていた。兵士は11月4日に解放されたが、8人全ての兵士はPKKに降伏したことにより「命令に不服従」であったとして起訴された。
攻撃エリア付近では、索敵と殲滅(search and destroy)作戦が行われ、トルコ軍は3挺のAK（カラシニコフ自動小銃）、36個の手榴弾、1つのRPG-7ロケットランチャー、27発のロケットランチャーの弾薬、153発のAK-47の弾薬、10個のAK-47の弾倉と、500グラムのC-4爆薬を発見した。
10月28日に、8,000人のトルコ軍の兵士が航空支援の下、トゥンジェリ県における大規模な作戦を行い、トルコ陸軍によれば20人のクルド人ゲリラを殺害した。

## 各国の反応
アゼルバイジャン: アゼルバイジャンの外務大臣の報道官であるカザー・イブラヒム(Khazar Ibrahim)は、PKKをテロ組織と断定し、アゼルバイジャンとしてはテロの被害を受けたトルコの行動を支援することを発表した。PKKによる攻撃はアゼルバイジャンのバクーにおける2007年10月21日の暴動を引き起こした。
 ベルギー: 反PKK抗議運動がベルギーのセントジョーゼのシェービークで生じ、800人余りが警官と衝突した。100人が負傷した。一部の運動家が、パトカーを襲い、内部にいた3人の警官を負傷させた。その結果、3人が殺人未遂の容疑で逮捕された。
 カナダ: カナダの外務大臣、マキシメ・ベルニャー(Maxime Bernier)はPKKにより引き起こされたテロ攻撃を非難した。
 フランス: フランスの外務大臣ベルナール・クシュネルは、PKKが10月21日に12人のトルコ兵を殺害したテロ行為を強く非難し、フランスとヨーロッパ連合がPKKをテロ組織とみなすことを表明した。
 ドイツ: ドイツの外務大臣フランク＝ヴァルター・シュタインマイアーの発表において、ドイツ連邦政府はどのような種類のテロ行為も許さないことを強く述べた

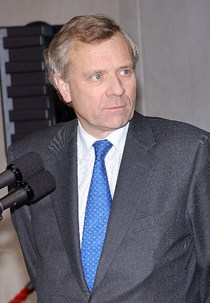
NATO事務総長のヤープ・デ・ホープ・スヘッフェル

ドイツのトルコ人社会代表のケナン・コラトは、テロに対する批判を述べた上で、イスラムによるテロが自分たちに向いた場合とヨーロッパの人々たちに向いた場合で態度が違うと感じていることを述べた。
 ギリシャ: ギリシャの外務大臣は、トルコの外交努力を支援し、トルコ領内で発生したテロ行為を非難し、ギリシャの立場がどうであるかをはっきりとさせた。
 イラク：トルコによる北イラクへの侵攻の可能性に対して、イラクのクルド自治政府は、国境沿いに民兵組織であるペシュメルガの兵士を通常より多く配置した。タラバニ大統領とバルザニ議長は、PKKが抗争を望むのであるなら、イラク領土から立ち去るように述べた。またクルド自治政府は、トルコ当局にクルド人を引き渡すことはなく、どちらの陣営にも味方しないことを述べた。他の発表では、バルザニ議長はPKKをテロ組織とはみなさないと言うことを述べている。イラクのタラバニ大統領はPKKは武装解除されるだろうと述べた。アメリカのコンドリーザ・ライス国務長官からの電話の後、バルザニ議長もPKKに戦闘を停止するよう求めた。しかし、PKKは戦闘の停止は実情とはことなると発表した。イラクのヌーリー・マーリキー首相は、PKKの全ての事務所は閉鎖され、PKKがイラク国内で活動することを認めないと発表した。トルコの外務大臣ババジャン と会談を行ったマーリキー首相は、PKKはイラクの重要な収入源である原油のパイプラインを攻撃するため、イラクにとっても脅威であると述べた。
 イタリア: イタリアのロマーノ・プローディ首相は、10月26日電話での取材に、テロ行為の犠牲者に対する哀悼と、テロ組織に対する団結を行なうと回答した。
 日本: 日本の外務省は次の声明をだした。「我が国は、クルド労働者党（PKK）によるテロ攻撃により、民間人を含む多数の犠牲者が出ている最近のトルコの治安情勢を懸念している。テロは如何なる理由でも正当化されず、我が国は、PKKによる一連の暴力行為を強く非難する。我が国としては、イラク当局が北イラクに潜伏するPKKのテロ行為を停止させるために適切に対応するよう、また、トルコが最大限に自制するよう求めるとともに、関係国の協力によって事態が速やかに沈静化することを期待する」。
 トルコ: PKKによる攻撃に反応して、2007年10月21日にトルコの様々な都市において、組織化されない一連の抵抗を引き起こした。イスタンブールでは、タクシム・スクエア(Taksim Square)周辺での抵抗が生じ、そこで政治活動家が集まった人々にトルコの小さな国旗を渡した。そこでコンサートや娯楽関係の予定は攻撃により中止となった。トルコのビジネスマンは攻撃を非難した。350人の女性を含む合計4,500人の義勇兵が、PKKと戦うための軍に参加するために集まった。このうち、1,200人は既に兵役を完了した人たちであった。2007年10月現在、トルコ政府は攻撃に対応する方法を討議中である。トルコは北イラクに対し行っている電力供給を停止する可能性があるが、2007年10月時点ではまだそれは決定されていない。トルコのイラク国境における軍事的示威行動は、戦車や他の軍事兵器の多数の増援により「最高レベル」に達した。トルコは、11月2日に行われたイラク近隣諸国との会合により、トルコが北イラクにおける陸上作戦を実行しない代わりに、イラクが既にイラクに渡した150人のリストにあるPKKの指導者を渡し、翌日(10月25日)に有益な情報を持って来るように要求した。
 イギリス: トルコの首相エルドアンとの記者会見で、英国首相のゴードン・ブラウンはPKKに対する批判とトルコへの協力を述べた。
 アメリカ合衆国: アメリカ国務長官コンドリーザ・ライスは適切に攻撃に対応するために数日の猶予を求めた。トルコの首相はアメリカはトルコを支持することをほのめかしたと語った。大統領ジョージ・W・ブッシュは、トルコの大統領アブドゥッラー・ギュルにアメリカはPKKとの戦いにおいてトルコを支持することを保証した。また、ブッシュはイラクに対してPKKに対する行動を起こすように引き続き圧力をかけることも述べた。ライス国務長官のイラク関連の相談役であるデイビッド・M・サッターフィールドは、クルド人の指導者による行動が満足のいくものではないと指摘した。
 アメリカ合衆国と  イギリス: 米国のライス国務長官と英国の外務大臣デイヴィッド・ミリバンドは、PKKによるトルコ及びトルコ市民への攻撃を非難する共同声明を行った。その上で、イラクとクルド自治政府に対して、PKKテログループのイラクにおける行動の中止を要請した。
 NATO: NATO事務総長のヤープ・デ・ホープ・スヘッフェルは、NATOの同盟国を代表して、最近のPKKの攻撃に対し激しく非難した。
 欧州連合: 欧州議会ハンス＝ゲルト・ペテリング議長は、トルコ国内のPKKのテロリズムに対する非難を行った。その上で、国際社会はトルコを支援しなくてはいけないと主張した。欧州委員会委員長のジョゼ・マヌエル・バローゾはPKKの攻撃に対する非難とトルコの防衛権を主張した。